# Gretengraben
Der Gretengraben ist der rechte Quellbach der Mümling im Odenwaldkreis in Hessen. Er vereinigt sich in Hetzbach mit dem Walterbach. Oft wird der Walterbach durchgehend als Mümling bezeichnet und der Gretengraben dann als Nebenbach der Mümling angesehen.

## Geographie

### Verlauf

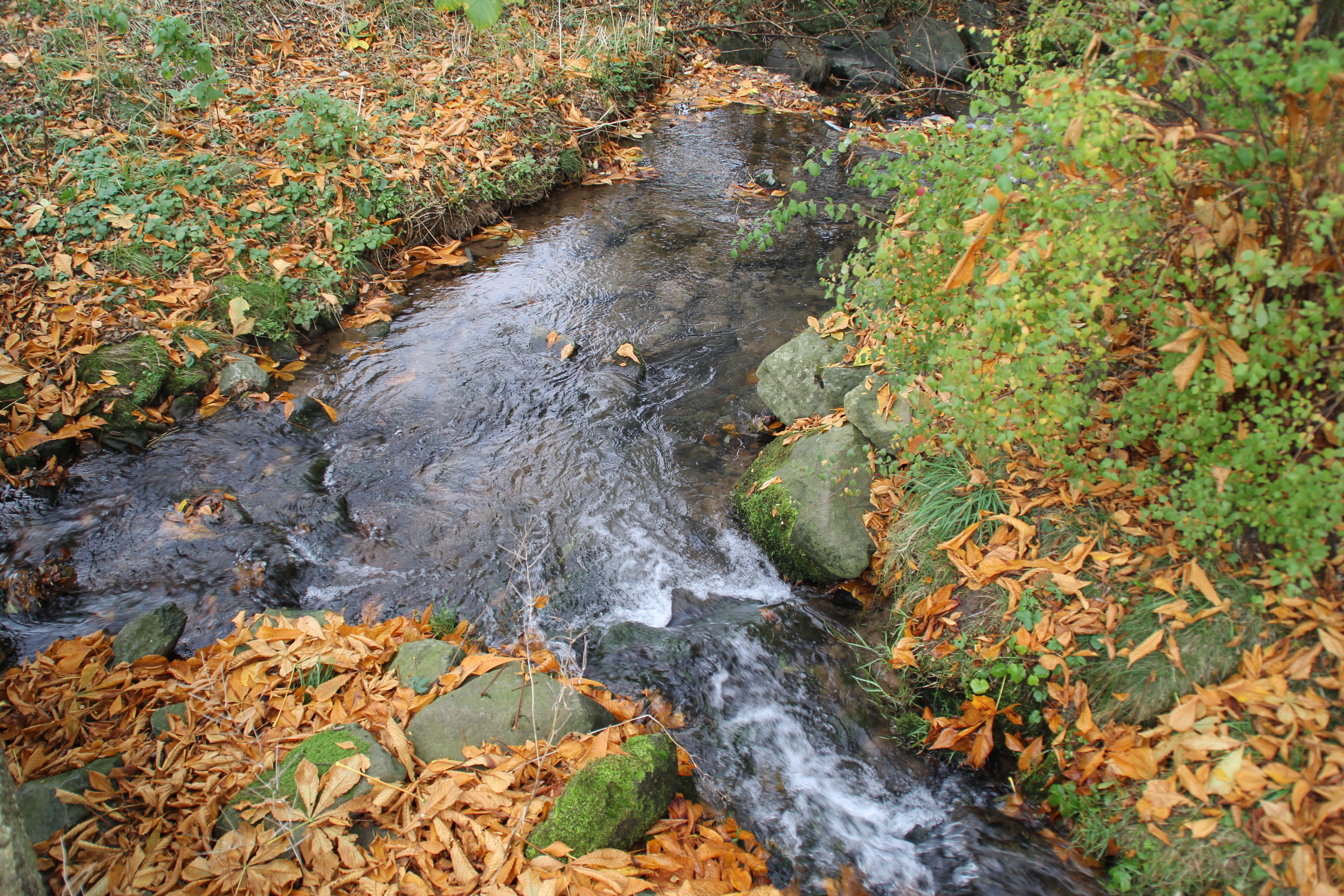
Zusammenfluss von Walterbach (links) und Gretengraben (vorne rechts) zur Mümling (nach hinten rechts)

Der Gretengraben entspringt im flachen Sattelbereich um Beerfelden des süd-nördlich laufenden und von der Bundesstraße 45 genutzten Talzugs etwa einen halben Kilometer nordöstlich des Stadtrandes am Fuße des 518 m ü. NHN hohen Elseberges. Er fließt in nördliche Richtung und tieft dabei die Mulde des Gretengrunds ein. 
Er vereinigt sich am südwestlichen Ortsrand von Hetzbach mit dem ungefähr gleich großen und etwas längeren linken Walterbach zur Mümling.

### Flusssystem
- Liste der Fließgewässer im Flusssystem Mümling